# Wolfgang Roth (Bühnenbildner)
Wolfgang Roth (geboren 25. Februar 1910 in Berlin; gestorben 11. November 1988 in New York City) war ein deutschamerikanischer Bühnenbildner und Musiker.

## Leben
Wolfgang Roth war ein Sohn des Arbeiters Heinrich Roth und der Mina Margulies, er hatte drei Geschwister. 
Roth besuchte ein Gymnasium in Berlin und danach 1927 und 1928 die Kunstgewerbeschule Berlin und die Kunstakademie Berlin, er machte dann eine Malerlehre. 1929 war er Assistent des Bühnenbildners Traugott Müller an der Piscator-Bühne. Als Erwin Piscator Lázló Moholy-Nagy, zuvor am Bauhaus tätig, anstellte, arbeitete Roth mit bei dessen künstlerisch und bühnentechnisch avancierten Bühnenbildern. Er arbeitete auch für Caspar Neher und Teo Otto. Roth wurde Mitglied der KPD und der Assoziation revolutionärer bildender Künstler (ARBKD). Dort lernte er John Heartfield und George Grosz kennen.
1933 starb sein Vater, den anderen Familienmitgliedern gelang die Flucht aus dem nationalsozialistischen Deutschland. Wolfgang Roth floh über Prag nach Wien, wo er mit dem ebenfalls geflohenen Wolfgang Heinz mehrere Inszenierungen gestaltete. Im Juni 1934 wurde er aus Österreich ausgewiesen und emigrierte in die Schweiz. Durch Vermittlung des ebenfalls geflohenen Hans Curjel war er von 1934 bis 1938 als Bühnen- und Kostümbildner am Corso-Theater Zürich beschäftigt. Für Teo Otto war er Ausstattungsassistent bei den Salzburger Festspielen, trat auch als Clown auf und arbeitete als Illustrator für den Europa Verlag von Emil Oprecht.
Nach Ablauf der Arbeitserlaubnis gelang Roth im November 1938 die Emigration via Paris nach New York. Roth fand Arbeit als Dekorationsmaler, Illustrator für Zeitschriften und ab 1943 als Bühnenbildner für Broadway- und Off-Broadway-Produktionen, sowie Bühnenhäuser in den USA und Kanada.  
1940 heirateten Wolfgang Roth und Lee Greenspan, von Beruf Lehrerin. 1945 erhielt Roth die amerikanische Staatsbürgerschaft. 
Er schuf das Bühnenbild für die internationale Porgy and Bess-Tournée 1952 und kreierte The Littlest Circus, eine Tanzpantomime, die sieben Jahre lang durch die USA tourte, am Broadway aufgeführt wurde und für CBS eine Fernsehproduktion wurde. 1953 führte er den Auftrag für das Bühnenbild für Donizettis Don Pasquale an der Metropolitan Opera aus und 1965 für Brecht/Weills Die Dreigroschenoper an der New York City Opera. 1959 bis 1961 war er künstlerischer Leiter und Chefausstatter der Cincinnati Opera. Roth kam auch wieder nach Europa und stattete 1979 am Opernhaus Zürich Bergs Lulu aus. 
Wolfgang Roth war auch Sänger und Lautenspieler. 1960 und 1963 veröffentlichte Roth auf dem amerikanische Label Folkways Records unter dem Titel Early German Ballads zwei Alben mit Liedern, die er in den 1920ern in der Jugendbewegung kennengelernt hatte. 
Er starb 1988 im Jewish Home and Hospital in Manhattan. Sein Nachlass mit Materialien aus den Jahren 1928 bis 1987 befindet sich in der New York Public Library, ein anderer Teil im Archiv der Akademie der Künste. Seine unveröffentlichten Memoiren verwahrt das Leo Baeck Institut in New York.

## Werke (Auswahl)
- Ludwig Renn: Vor großen Wandlungen. Roman. Schutzumschlag Wolf Zinn (Pseudonym). Zürich : Oprecht, 1936
- Gerhart Seger: Reisetagebuch eines deutschen Emigranten. Schutzumschlag Wolf Zinn (Pseudonym). Zürich : Europa-Verlag, 1936
- Hermann Wendel: Die Marseillaise. Biographie einer Hymne. Schutzumschlag Wolf Zinn (Pseudonym). Zürich : Europa-Verlag, 1936
- Iwan Heilbut: Die öffentlichen Verleumder. Die "Protokolle der Weisen von Zion" und ihre Anwendung in der heutigen Weltpolitik. Schutzumschlag Wolf Zinn (Pseudonym). Zürich : Europa-Verlag, 1937
- Edgar Alexander: Der Mythus Hitler. Schutzumschlag Wolf Zinn (Pseudonym). Zürich : Europa-Verlag, 1937
- Ward Moore: Greener Than You Think. Schutzumschlag Wolfgang Roth. New York : William Sloane, 1947
- Working with Bertolt Brecht, in: Brecht heute : Jahrbuch der Internationalen Brecht-Gesellschaft = Brecht today. Band 2. Frankfurt am Main: Athenäum, 1972, S. 131–135

## Ausstellung
- posthum: Wolfgang Roth: The Art of the Theater, Michener Art Museum, Beltz Gallery, 2006[6]

## Diskografie
- 1960: Early German Ballads, Vol. 1: 1280-1619 (Folkways Records)
- 1963: Early German Ballads, Vol. 2: 1536-1800 (Folkways Records)